# Nuestra Señora de las Mercedes
Die Nuestra Señora de las Mercedes (deutsch „Unsere Liebe Frau von den Gnaden“) war eine 34-Kanonen-Fregatte der Santa-Rosa-Klasse der spanischen Marine. 

Die ungefähre Lage des Schiffswracks Mercedes vor der südlichen Küste Portugals

Sie sank am 5. Oktober 1804 vor der Küste Portugals. Noch vor der spanischen Kriegserklärung an Großbritannien am 12. Dezember 1804 griffen vier britische Fregatten vier spanische Fregatten, die von Südamerika kamen, an. Im Seegefecht bei Kap Santa Maria explodierte ein spanisches Schiff und die drei anderen wurden erobert. In dem Naval Chronicle von 1805 ist das Ereignis ausführlich in englischer Sprache beschrieben.

## Entdeckung und Rückgabe des Schatzes an Spanien
Die spanische Regierung vermutete, dass das US-amerikanische Unternehmen Odyssey Marine Exploration das Schiffswrack entdeckt hatte und dessen Schatz im Rahmen des sogenannten Black Swan Project heimlich geborgen hatte. Im September 2011 bestätigte ein US-Berufungsgericht in Atlanta diese Auffassung und sprach das geborgene Gold Spanien zu.
Am 25. Februar 2012 wurde der Schatz, der aus mehr als 500.000 Gold- und Silbermünzen besteht, von zwei Transportflugzeugen der spanischen Luftwaffe nach Madrid ausgeflogen. Die Münzen, deren Wert auf mehr als 350 Mio. Euro geschätzt wird, sollen auf mehrere Museen und Sammlungen verteilt werden.
Ebenfalls Ansprüche auf den Schatz erhob Peru, da die Münzen 1796 in der damaligen spanischen Kolonie geprägt worden seien.

## Zweites Bergungsprojekt
2014 initiierte das Museum für Unterwasserarchäologie ARQUA in Cartagena, das zum Kulturministerium gehört, ein Projekt zur wissenschaftlichen Bergung. In mehreren Expeditionen wurden 2015 bis 2017 zahlreiche Gegenstände aus der Schiffsladung geborgen, darunter Kanonen aus Bronze und luxuriöse Bedarfsgegenstände wie Besteck und Geschirr aus Gold und Silber. Wegen der Explosion des Schiffes war der Schatz weit über dem Meeresboden verstreut und musste teilweise unter Schichten von Sand freigespült werden.